# Tour de Lombardie 1947
Le Tour de Lombardie 1947 est la 41e édition de cette course cycliste. Il est remporté par Fausto Coppi, à Milan.

## Classement final
| Pos. | Coureur          | Pays     | Équipe | Temps             |
| ---- | ---------------- | -------- | ------ | ----------------- |
| 1    | Fausto Coppi     | Italie   |        | en 6 h 15 min 0 s |
| 2    | Gino Bartali     | Italie   |        | + 5 min 24 s      |
| 3    | Italo De Zan     | Italie   |        | + 5 min 24 s      |
| 4    | Sergio Pagliazzi | Italie   |        | + 7 min           |
| 5    | Louis Thiétard   | France   |        | + 7 min           |
| 6    | Adolfo Leoni     | Italie   |        | + 8 min 45 s      |
| 7    | Alberic Schotte  | Belgique |        | + 8 min 45 s      |
| 8    | Mario Ricci      | Italie   |        | + 8 min 45 s      |
| 9    | Egidio Marangoni | Italie   |        | + 8 min 45 s      |
| 10   | Fermo Camellini  | Italie   |        | + 8 min 45 s      |